# Taiwanbospatrijs
De taiwanbospatrijs (Arborophila crudigularis) is een vogel uit de familie fazantachtigen (Phasianidae). De wetenschappelijke naam van de soort is voor het eerst geldig gepubliceerd in 1864 door Swinhoe.

## Voorkomen
De soort is endemisch in Taiwan.

## Beschermingsstatus
Op de Rode Lijst van de IUCN had de soort in 2012 de status gevoelig.Uit nader onderzoek bleek dat het verspreidingsgebied groter was dan gedacht en de populatie-aantallen min of meer stabiel zijn. Daarom is de status nu "niet bedreigd".